# Nicky Hayden
Nicholas Patrick Hayden (30. července 1981 Owensboro – 22. května 2017 Cesena) byl americký motocyklový závodník.

## Kariéra v MotoGP
Narodil se v Kentucky. V roce 2002 ve svých 21 letech se stal vítězem šampionátu superbiků AMA, v té době o něho mělo zájem mnoho týmů. V roce 2003 nastoupil přímo do MotoGP, jako týmový kolega Valentina Rossiho v týmu Repsol Honda. Koncem jeho první sezóny předvedl několik skvělých výkonů, kterými prokázal svůj potenciál a díky dvěma umístěním na stupních vítězů v posledních čtyřech závodech skončil na pátém místě v celkovém pořadí. V sezóně 2004 vyhrál dva závody za sebou, v Brazílii a Německu. Jeho výkony však nebyly zcela konzistentní, a tak skončil celkově osmý. V sezóně následující si připsal své první vítězství v seriálu MotoGP a to na domácí trati v Laguna Seca. Celkově pak vybojoval třetí místo v šampionátu a zajistil si tak prodloužení smlouvy u týmu Repsol Honda.
Sezóna 2006 byla pro Nickyho úspěšná. V průběhu této sezóny měl vyrovnané výsledky a tak si vybudoval výrazný náskok na čele tabulky. O vedení přišel až v předposledním závodě, když upadl po kolizi zaviněné jeho týmovým kolegou Danielem Pedrosou. Na čelo průběžného pořadí se tak dostal Valentino Rossi. Do posledního závodu tak nastoupil jen s teoretickou šancí na zisk titulu mistra světa. Valentino Rossi však v posledním závodě měl pád a Haydenovi se podařilo dojet na třetím místě a tím získal titul mistra světa, zároveň tím přerušil pětileté kralování Valentina Rossiho. Společně se s Valentinem Rossim stal jedinými osobnostmi, kteří získali titul v kategorii do 990 cm³. V následující sezóně si v 17 závodech připsal dvě vítězství, dalších osm umístění bylo na stupních vítězů, jen dvakrát dojel hůře než pátý a do cíle nedojel jen jednou.

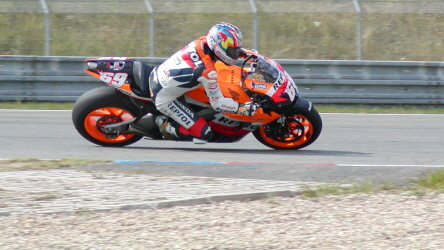
Nicky Hayden v Brně v roce 2006

Od roku 2007 kategorie MotoGP vyměnila stroje do 990 cm³, za slabší motocykly do 800 cm³. Tato změna mu neprospěla. Slabší motocykl mu nevyhovoval. Navíc tým Repsol Honda se při přípravě motocyklu přizpůsobil spíše subtilnímu Danielovi Pedrosovi, proto se Haydenovi v této sezóně nedařilo. V roce 2007 vybojoval jen dvě třetí místa a jedno místo druhé, celkově pak zopakoval svoji nejhorší sezónu, když skončil osmý.
Po sezoně 2015 se vrátil do mistrovství světa superbiků. Při nehodě na kole 17. května 2017 utrpěl vážné zranění, kterému o pět dní později podlehl.

## Zajímavosti
- V roce 2006 získal v Nizozemsku jubilejní dvousté vítězství ve třídě pro tým Honda.
- Stal se teprve druhým mužem v historii, jenž vyhrál titul v nejsilnější třídě poté, co přijel k poslednímu závodu sezóny, aniž by vedl tabulku.
- Byl prvním jezdcem ze Spojených států amerických, který vyhrál nejsilnější třídu na čtyřtaktním motocyklu.
- K titulu mistra světa získal také titul Best Qualifier 2006. Nejlepší muž kvalifikací byl v součtu kvalifikačních časů ze sezóny o 7 sekund lepší, než jeho nejbližší oponent.
- Má dva bratry, Rogera a Tommyho, kteří také závodí.
- Nicky měl přezdívku Kentucky Kid.

## Statistiky v MotoGP
| Sezóna | Třída  | Motocykl     | Závody | Vítězství | Pódia | Pole position | Nejrychlejší kola | Body | Umístění | Světový šampión |
| ------ | ------ | ------------ | ------ | --------- | ----- | ------------- | ----------------- | ---- | -------- | --------------- |
| 2003   | MotoGP | Honda RC211V | 16     | 0         | 2     | 0             | 0                 | 130  | 5        | -               |
| 2004   | MotoGP | Honda RC211V | 15     | 0         | 2     | 0             | 0                 | 117  | 8        | -               |
| 2005   | MotoGP | Honda RC211V | 17     | 1         | 6     | 3             | 2                 | 206  | 3        | -               |
| 2006   | MotoGP | Honda RC211V | 17     | 2         | 10    | 1             | 2                 | 252  | 1        | 1               |
| 2007   | MotoGP | Honda RC212V | 18     | 0         | 3     | 1             | 1                 | 127  | 8        | -               |
| Celkem |        |              | 83     | 3         | 23    | 5             | 5                 | 832  |          | 1               |